# Változatok és fúga egy Purcell-témára
A Változatok és fúga egy Purcell-témára (The Young Person's Guide to the Orchestra – Zenekari kalauz fiataloknak) Benjamin Britten angol zeneszerző Op.34-es zenekari darabja. A zenemű abból a célból született, hogy megismertesse a gyerekeket a szimfonikus zenekar hangszereivel. A bemutató 1946-ban volt.

## A mű születése
A brit Nevelésügyi Minisztérium 1945-ben megbízta Brittent, hogy írjon olyan darabot, amely alkalmas arra, hogy egy oktatófilm keretén belül bemutassa a gyerekeknek a zenekari hangszereket, azok hangszínét, sajátságait, játszási módjait.
Brittennek az az ötlete támadt, hogy a zenekari darabhoz Henry Purcell Abdelazar, vagy a szerecsen bosszúja című kísérőzenéjének rondótémáját használja fel. A darabhoz készült kísérőszöveg is, amit Britten barátja, Eric Crozier írt. Az elképzelés szerint a szöveget vagy a karmester, vagy egy külön előadó mondja el a zenei előadás közben. Végül készült narrációval és narráció nélküli változat is, a hangfelvételek túlnyomó többsége beszéd nélkül készül.
A kottán szerepel Britten ajánlása: „Szeretettel ajánlom John és Jean Maud gyermekeinek: Caroline-nak és Virginiának, épülésükre és mulatságukra.”

## A zene
A darab előadásain a következő hangszerek „szerepelnek”: a vonós hangszereken kívül két fuvola, pikoló, két oboa, két klarinét, két fagott, négy kürt, két trombita, három harsona, tuba, üstdob, nagydob, pergődob, cintányér, tamburin, triangulum, fadob, xilofon, kasztanyetta, gong, csapófa (csattanó) és hárfa. A hangszerbemutatóhoz Britten a szimfonikus zenekari hangszereket négy csoportra osztotta: fafúvósok, rézfúvósok, vonósok és ütősök.
A bevezetésben a Purcell-témát halljuk előbb a teljes zenekartól – amolyan bemutatóként –, majd a fő hangszercsoportok szólnak hozzá: sorban a fafúvósok, a rézfúvósok és a vonósok, az ütősök itt ritmikai jellegükkel vannak jelen. Ezt követően ismét az alaptéma jön a komplett zenekartól, keretbe foglalva a bevezetőt.
A hangszerbemutatót a fafúvósok csoportja kezdi (ezeket a bemutatókat természetesen nem kizárólagosan az adott hangszerek játsszák, rendre bekapcsolódnak más hangszerek is, ahogy a kompozíció szerkezete, a zene íve megkívánja). A pikoló és a fuvolák játékos, díszítős természetüket mutatják meg, míg az oboák szélesebb dallamot játszanak, mintegy szembeállítva a két hangszertípus sajátosságait. A klarinétok játékos duót mutatnak be, majd a fagottok indulódallammal jelentkeznek, de itt is különválik a két hangszer: az egyik magasabb regiszterben dallamos motívumot játszik, míg az alsó folytatja az indulót.
A második bemutatkozó hangszercsoport a vonósok. A kezdetben egy polonéz-szerű dallamot hallunk, amit a rézfúvósok kísérnek. A hegedű pizzicato-technikáját az ütősök „fejezetében” már bemutatták, itt a virtuóz hangzatok és akkordok, valamint a nagyívű dallamok kerülnek sorra. Hasonló széles ívű motívummal következik a mélyhegedű, amit a gordonka követ. Minden hangszer olyan dallamokat játszik, ami a karakterének a legjobban megfelel, a nagybőgő pedig vidám és – meglepő módon – gyors, virtuóz témát kapott. A vonósok szekcióját a hárfa hangulatos futamai és tört akkordjai zárják.
A rézfúvósok következnek a sorban: előbb a kürtök riadótémája következik (ne felejtsük: ezek a dallamok mind a Purcell-téma variációi!), harsogó és finomabb dallamokkal. A trombitakettős a barokk zenei stílust idézi fel, majd a harsonák és a tuba lépnek be. Feltűnő, hogy az ütősök itt csendben vannak, mert lassan az ő bemutatkozásuk következik.
Az ütőhangszerek kíséretét a vonósok látják el, amolyan ütősökhöz igazított módon: a vonó fa részével játszanak vagy pengetnek. Az ütőhangszerek zöme természetesen ritmushangszer, ennek megfelelően szerepelnek is, csak a xilofon és az üstdob játszik dallamot. Ez az utolsó variáció vezet a fúgához, amely szünet nélkül (attaca) következik a hangszerek bemutatója után.
A befejező fúgában a hangszerek ugyanolyan sorrendben lépnek be, mint az előzőekben. A fúgában az Abdelazar-téma a fúga-téma ellentémájaként jelenik meg, de Britten még egy másik ellentémát is megszólaltat. A hangszerek fokozatos belépése következtében egyre tömörebb a hangzás, végül a Purcell-téma korál-dallamként hangzik fel, és a darab grandiózus zenei képpel zárul.

## Televíziós sorozat
Young Person's Guide to the Orchestra címmel Leonard Bernstein 1960-ban készített egy híres és népszerű sorozatot, amelynek során élő hangversenyfelvételek keretében mutatta be a hangszereket. A kiindulópont itt is Britten Változatok és fúga egy Purcell-témára című műve volt, de Bernstein más zeneművek részleteit is felhasználta a bemutatókhoz. A sorozatot az 1970-es években a Magyar Televízió is bemutatta.